# قائمة المحميات الطبيعية في لبنان
تغطي المحميات الطبيعية إثنين بالمئة من مساحة لبنان. في لبنان عدد من المحميات الطبيعية، ثلاثة منها تعتبر «محميات نموذجية»، وواحدة تعتبر «محمية حيوية» في منطقة الشرق الأوسط:
- محمية أرز الشوف الطبيعية: أكبر المحميات الطبيعية في لبنان وأكثرها غنى بالحياة البرية، تعتبر محمية نموذجية وتصنف مع مستنقع عميق على أنها محمية حيوية مهمة في الشرق الأوسط، إذ أنها تستقطب أعدادا كبيرة من الطيور المهاجرة المألوفة والنادرة. تقع في الشوف وتشمل جبل الباروك.
- محمية حرش إهدن الطبيعية: ثاني أكبر محمية في لبنان، تقع في الشمال بالقرب من بلدة إهدن. تعتبر أيضا محمية نموذجية، وهي أكثر محميات لبنان غنى بالتنوع النباتي، وفيها عدد كبير من أنواع الأشجار النادرة في شرق البحر المتوسط، وأنواع زهور ونباتات مستوطنة فقط في لبنان.
- محمية جزر النخيل الطبيعية: ثالث محمية نموذجية في لبنان، وهي تتألف من مجموعة جزر صغيرة قبالة شاطئ طرابلس. تعتبر أكثر المحميات غنى بالتنوع السمكي والطيور البحرية، كذلك تُشكل الملاذ الأخير لفقمة حوض المتوسط الراهبة في لبنان.
- محمية شاطئ صور: يعتبر شاطئ صور الرملي محميّة طبيعية مهمة بالنسبة للبنان، وهو يُقسم إلى منطقة مخصصة للاستجمام والسباحة، ومنطقة يُمنع استغلالها، وتخصص فقط للحفاظ على الحياة البرية، وبشكل خاص السلاحف البحرية (اللجآت) والأسماك.
- محمية أفقا الطبيعية: بالقرب من قرية أفقا.
- محمية اليمونة الطبيعية: تقع في البقاع.
- محمية مستنقع عميق تقع في البقاع الغربي.[1]
- محمية تنورين الطبيعية: تقع في جبل لبنان وتضم نبع تنورين المستغل لتعبئة مياه الشرب، والذي يسقي غابة أرز الرب.
- محمية كرم شباط الطبيعية تقع في مرتفعات بلدة القبيات في قضاء عكار شمال لبنان، بالاستناد إلى خرائط المساحة الرسمية لعام 1883، والوثائق العقارية المعتمدة في مديرية الشؤون العقارية، والى الدراسة التي أعدّها المهندس الدكتور شربل غصن، يتبيّن ما يلي:  > منطقة "كرم شباط" تقع في منطقة حدودية بين بلدتي القبيات وعيدمون (قضاء عكّار)، وهي تُعدّ جزءًا من الأراضي المعروفة تاريخيًا ضمن خراج القبيات وعيدمون، كما ورد في سجلات وخرائط المساحة القديمة. تبلغ مساحتها حوالي 520 هكتارًا، وتقع على ارتفاع يتراوح بين 1400 و 1900 متر فوق سطح البحر. تتميز المحمية بتنوعها البيولوجي الغني، حيث تضم أشجار الأرز المعمرة واللزاب والشوح الكيليكي والكوكلان والعذر وخوخ الدب، بالإضافة إلى حيوانات نادرة مثل السنجاب والثعلب والضبع والخنزير البري والذئب، وطيور مثل الحجل والهدهد والباشق وأبو زريق والحوام والوروار والكيخن والنسر والغراب. أُنشئت المحمية بموجب قرار رقم 14/1 بتاريخ 6/10/1995.
- محمية بنتاعل الطبيعية

خمسة من هذه المحميات تم ترشيحها كمواقع تراث طبيعي لتدرج على لائحة التراث العالمي وهي:
- محمية جزر النخيل الطبيعية
- محمية أرز الشوف الطبيعية
- محمية حرج إهدن الطبيعية
- محمية شاطئ صور الطبيعية
- محمية مستنقع عميق الطبيعية

وهناك دراسة مشروع شبكة محميات بحرية تدرسة وزارة البيئة اللبنانية لاختيار ثلاثة مواقع لحمايتهاوستكون مناطق الشيخ زناد في الشمال حيث يتعرض الشاطئ لشفط الرمول والدامور نظراً إلى أهميتها البيولوجية ولمنع قيام مشاريع مدمّرة للبيئة في محيطها والناقورة لكونها منطقة عذراء بيئياً بسبب الاحتلال الإسرائيلي حتى عام 2000 ووجود قوات اليونيفيل فيها الأكثر حظاً.

## طالع
أنواع الأشجار المحلية في لبنان والبلدان المجاورة (كتاب)